# Нижняя Ковалёвка
Нижняя Ковалёвка — хутор в Красносулинском районе Ростовской области, недалеко от границы с Украиной.
Входит в состав Ковалевского сельского поселения.

## География
Хутор расположен на реке Нижне-Провалье.

### Улицы
- ул. Горная,
- ул. Кулешова,
- ул. Мичурина,
- ул. Смирнова.

## История
Основан в 1867-м году казаками станицы Гундоровской. В начале XX века хутор Нижний Ковалёв (так официально он называться) располагал уже 88 дворами, в которых жили более шестисот человек казачьего и крестьянского сословия.

## Население
| 2010 |
| ---- |
| 267  |

В 2010 году в хуторе числилось: избирателей — 185 человек, жителей — 241 человек, 113 дворов.